# Monte Argentera
Il monte Argentera (3.297 m) è una montagna delle Alpi Marittime, di cui rappresenta la massima elevazione.

## Caratteristiche
Si trova nell'alta valle Gesso, in provincia di Cuneo, sul confine tra i comuni di Entracque e Valdieri.
La vetta non si trova sullo spartiacque italo-francese, ma su una dorsale secondaria. Questa si stacca dallo spartiacque principale in corrispondenza della cima Ghiliè, e procede in direzione generale nord fino a culminare alla cima sud dell'Argentera, da dove procede ancora, arrivando poi a digradare verso il vallone di Lourousa.

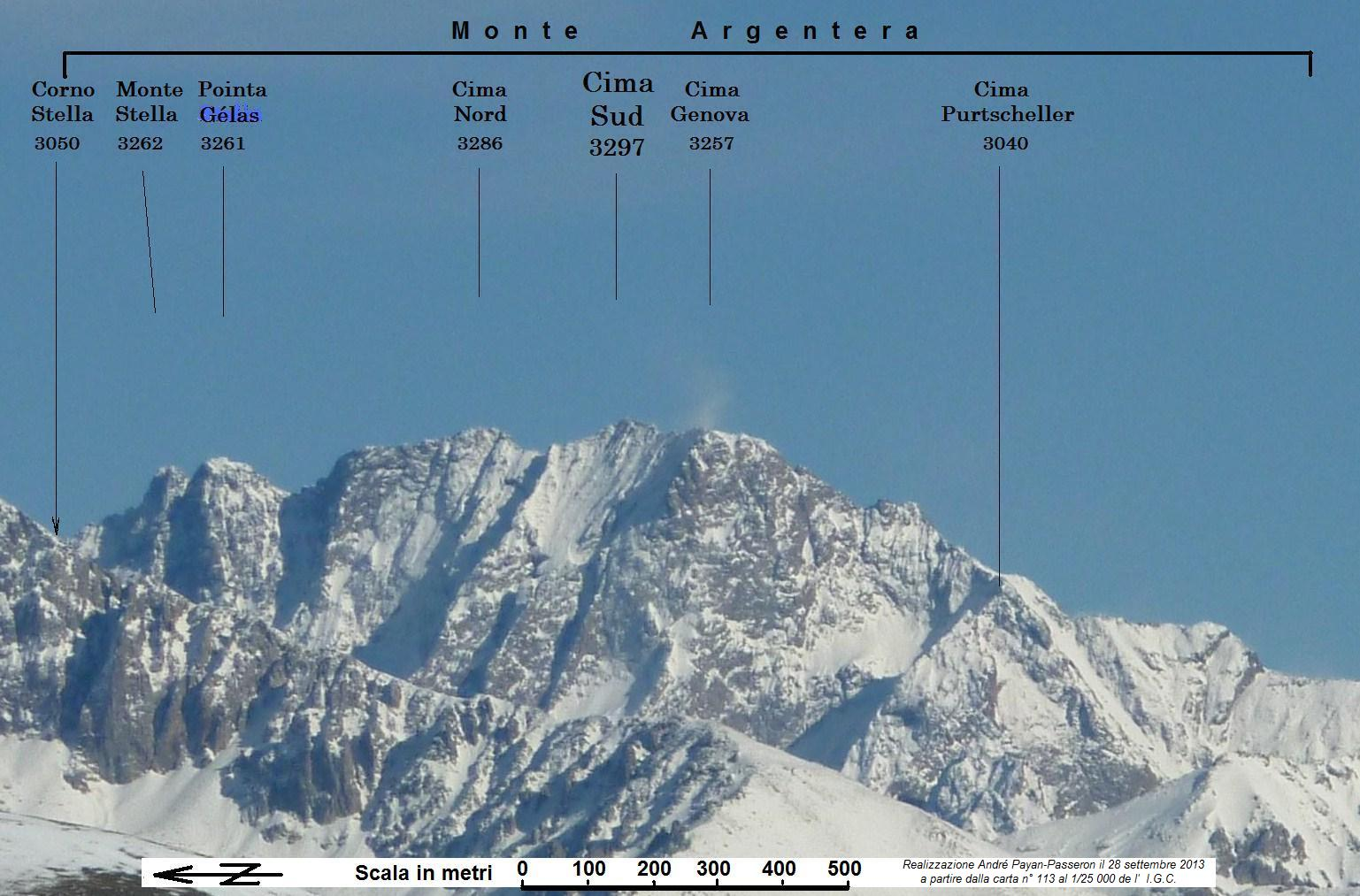

Il monte è una struttura morfologicamente complessa, indicato come serra dell'Argentera. Il corpo principale è formato da una serie di vette allineate in direzione sud-nord, ovvero, da sud:
- cima Genova (3191 m)
- cima sud dell'Argentera (3297 m, massima elevazione)
- cima nord dell'Argentera (3286 m)
- punta Gelas di Lourousa (3261 m)

Il gruppo presenta inoltre altre cime rilevanti su alcune dorsali secondarie che si diramano dalla serra principale.
Dalla cima Genova, una dorsale scende in direzione ovest-sud-ovest verso il piano della casa del Re, nella valle Gesso della Valletta; su questa dorsale si incontrano, da est ad ovest:
- cima Purtscheller (3040 m)
- punta de Cessole (2960 m)
- cima Maubert (2865 m)
- la Madre di Dio (2800 m)

Dalla cima Genova, la dorsale principale scende invece verso sud fino al passo dei Detriti (3122 m), per poi risalire alla cima Paganini (3051 m).
Dalla cima nord, un'altra dorsale scende rapidamente verso ovest-nord-ovest, dividendo il canale della Forcella a sud dal canale Gunther a nord.
Dalla punta Gelas di Lourousa, una dorsale secondaria dirama verso nord-ovest, incontrando nell'ordine:
- Corno Stella (3050 m)
- Punta Plent (2747 m)

Da punta Plent la dorsale si biforca; un ramo scende verso ovest, con la cima del Souffi (2710 m); l'altro scende invece verso nord-ovest, incontrando la punta Stella (2567 m).
Sempre dalla punta Gelas di Lourousa, la dorsale principale procede per breve tratto incontrando subito il monte Stella (3262 m); il breve tratto tra punta Gelas di Lourousa e monte Stella chiude la testata del canalone di Lourousa.
Dal monte Stella la dorsale principale prosegue verso nord, poi piegando verso nord-nord-ovest, separando il canalone di Lourousa dal vallone di Lourousa, nel quale va a digradare. Una dorsale secondaria si stacca invece in direzione est, e piega a semicerchio assumendo poi una direzione sud-est, incontrando nello scendere il passo del Chiapous ed il passo del Porco (2580 m) per poi digradare in direzione sud-est fino al bacino del Chiotas.
Dal punto di vista geologico, la montagna appartiene ad una struttura geologica tipica, denominata appunto "massiccio cristallino dell'Argentera". Si tratta essenzialmente di gneiss di varia composizione e diverso grado di scistosità, con locali affioramenti di graniti.
Il nome deriva dal latino argentum (argento). Molto probabilmente il toponimo deriva dall'innevamento perenne della montagna (almeno in tempi passati), che la rendeva simile all'argento.

## Ascensione alla vetta

### Prima ascensione
La prima ascensione fu compiuta il 18 agosto 1879 da William Auguste Coolidge e le sue guide Christian Almer e Ulrich Almer. Essi percorsero il Couloir di Lourousa, canale di neve diventato classico presso gli alpinisti locali, ridiscendendo per la stessa via.
Un itinerario più facile, ovvero l'attuale via normale lungo la parete est, è stato scoperto il 16 agosto 1882 da G. Dellepiane, U. Ponta, R. Audisio.

### Via normale - cima sud
La via normale alla vetta ha inizio dal passo dei detriti, sulla parte meridionale della dorsale dell'Argentera. Al passo si può giungere sia da ovest (valle Gesso della Valletta) che da est (valle Gesso di Entracque). L'avvicinamento da ovest prevede di risalire il vallone di Assedras dal piano della casa del Re; ci si può appoggiare al rifugio Remondino. L'avvicinamento da est parte dal bacino del Chiotas, dove sorge il rifugio Genova-Figari, e passando per il bivacco del Baus (2668 m) si arriva al passo.
Dal passo si traversa sul versante est fino a raggiungere l'evidente cengia percorsa per la prima volta nel 1882. Si segue la cengia, che presenta un passaggio in discesa di un certo impegno, fino alla base della vetta, dove la cengia si biforca in due canaline parallele. Si risale a piacere una qualsiasi delle canaline, fino a raggiungere la cresta, da dove si guadagna la croce di vetta. Dal passo alla vetta il percorso dura circa un'ora.
Si tratta di un itinerario di tipo alpinistico, con grado di difficoltà valutato in F+ in buone condizioni. Ad inizio stagione, è possibile incontrare neve, che rende il percorso più difficile.

### Via normale - cima nord
La via normale alla cima nord si sviluppa in senso opposto, dal passo del porco nel vallone del Chiapous. L'avvicinamento in questo caso può essere effettuato sia dal rifugio Genova-Figari, che dal vallone di Lourousa, appoggiandosi eventualmente al rifugio Morelli-Buzzi. Raggiunto il passo del porco, si traversa sul versante est per tracce di sentiero con segni di vernice ed ometti fino ad incontrare due cenge; si segue quella superiore fino ad incontrare una nuova traccia di sentiero che conduce in vetta. Il passo del porco è servito da un sentiero accessibile all'escursionista, che tuttavia in caso pioggia o neve non va sottovalutato. Il grado di difficoltà di questo percorso è valutata in F.

### Altre vie
La vetta è raggiunta anche da altre vie di arrampicata, di difficoltà superiore, tra le quali si possono ricordare: il couloir della Forcella, lo sperone Campia, lo sperone del Promontorio, lo sperone Salesi, il versante sud o via moderna delle Stelle Nere.

### Sci estremo
Il canalone di Lourousa è una classica dello sci estremo. Questo canalone, che presenta una pendenza media di 45° su 900 metri di dislivello, fu disceso per la prima volta con gli sci ai piedi da Heini Holzer nel 1973.

## Cartografia
- Cartografia ufficiale dell'Istituto Geografico Militare in scala 1:25.000 e 1:100.000, consultabile on line
- Sistema Informativo Territoriale della provincia di Cuneo, su base cartografica 1:10.000
- Istituto Geografico Centrale - Carte dei sentieri 1:50.000 n.8 "Alpi Marittime e Liguri" e 1:25.000 n. 113 "Parco naturale dell'Argentera"

## Galleria d'immagini

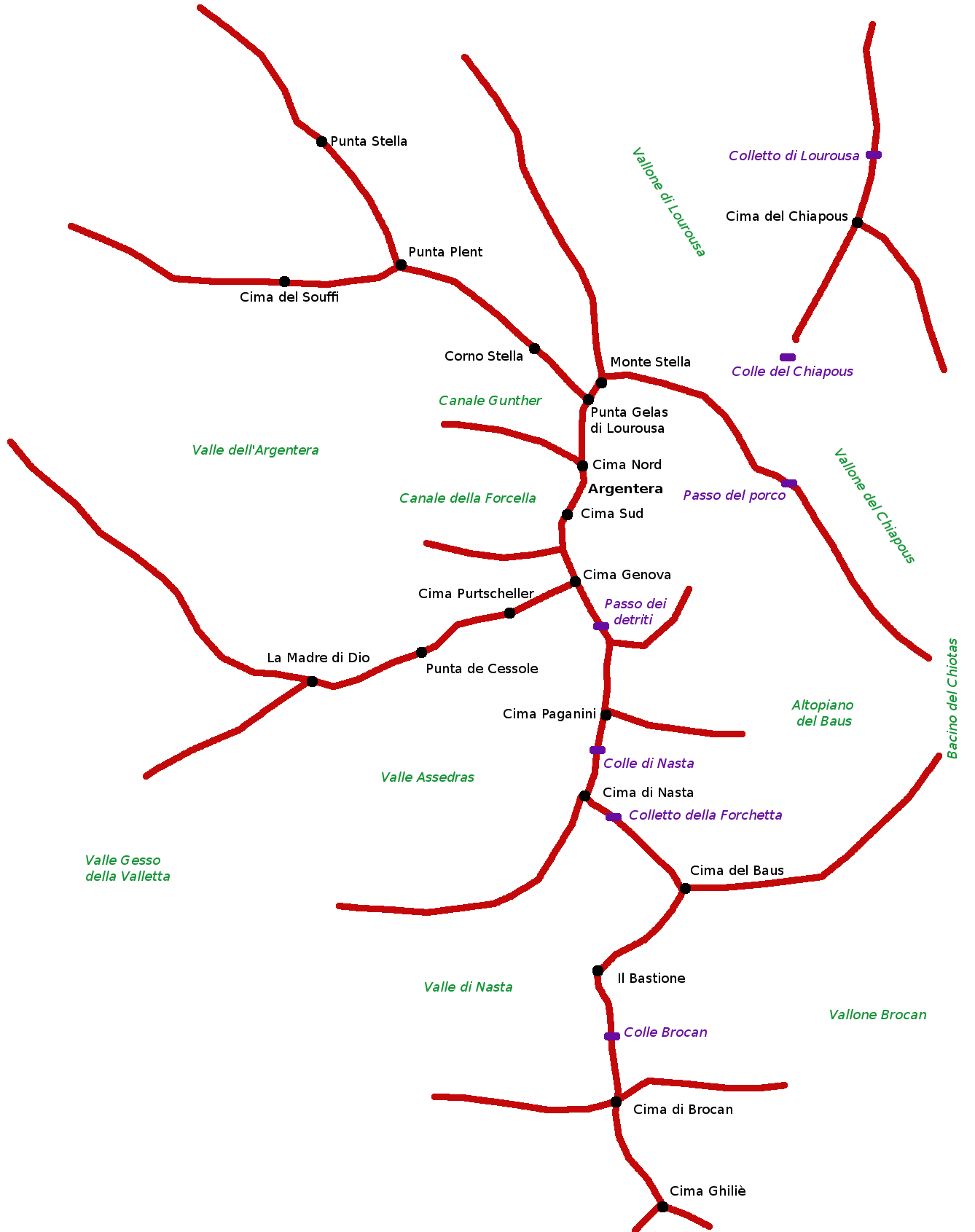
Schema morfologico generale del massiccio dell'Argentera e dei monti vicini
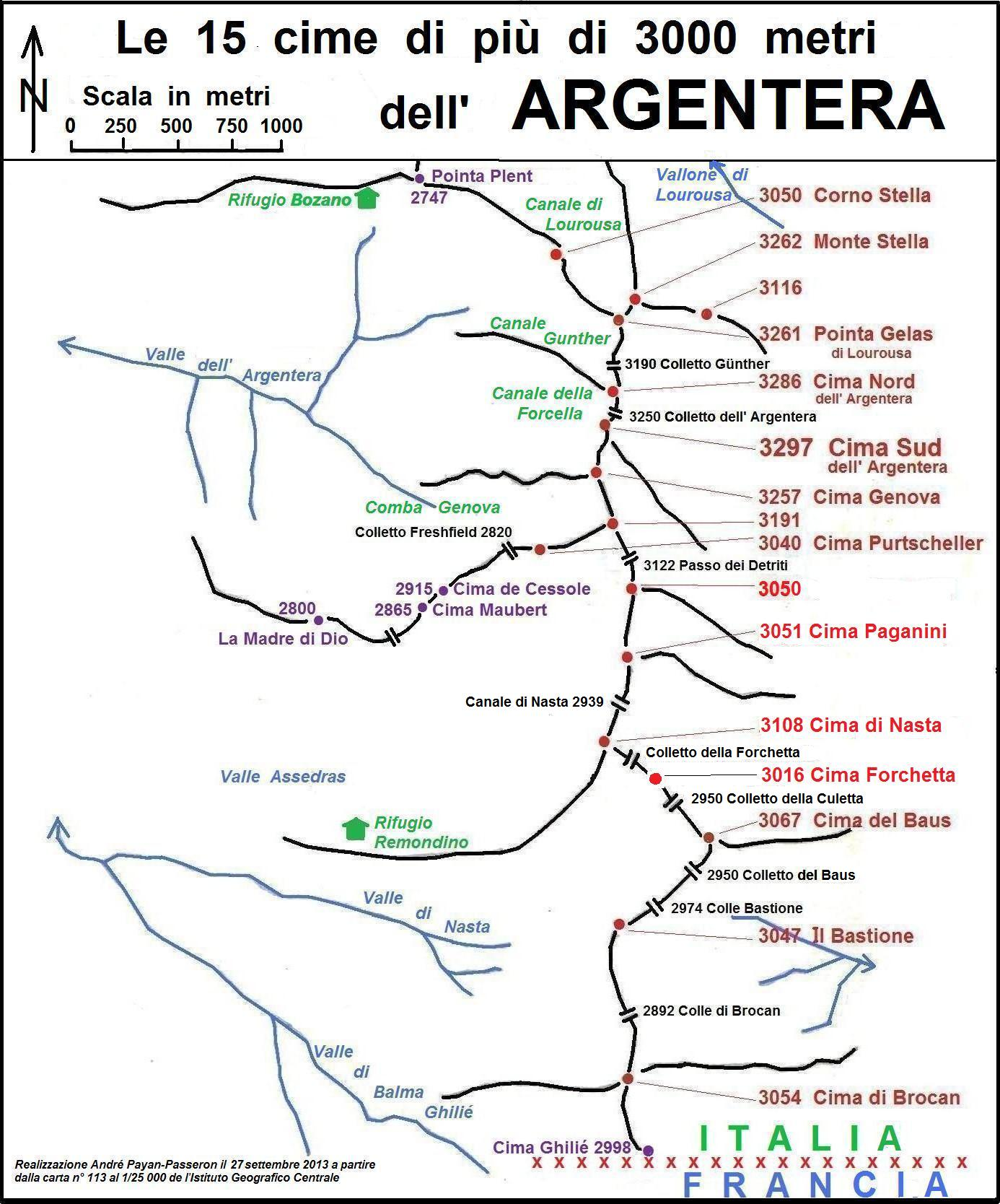
Le 15 cime più alte di 3000 metri dell'Argentera
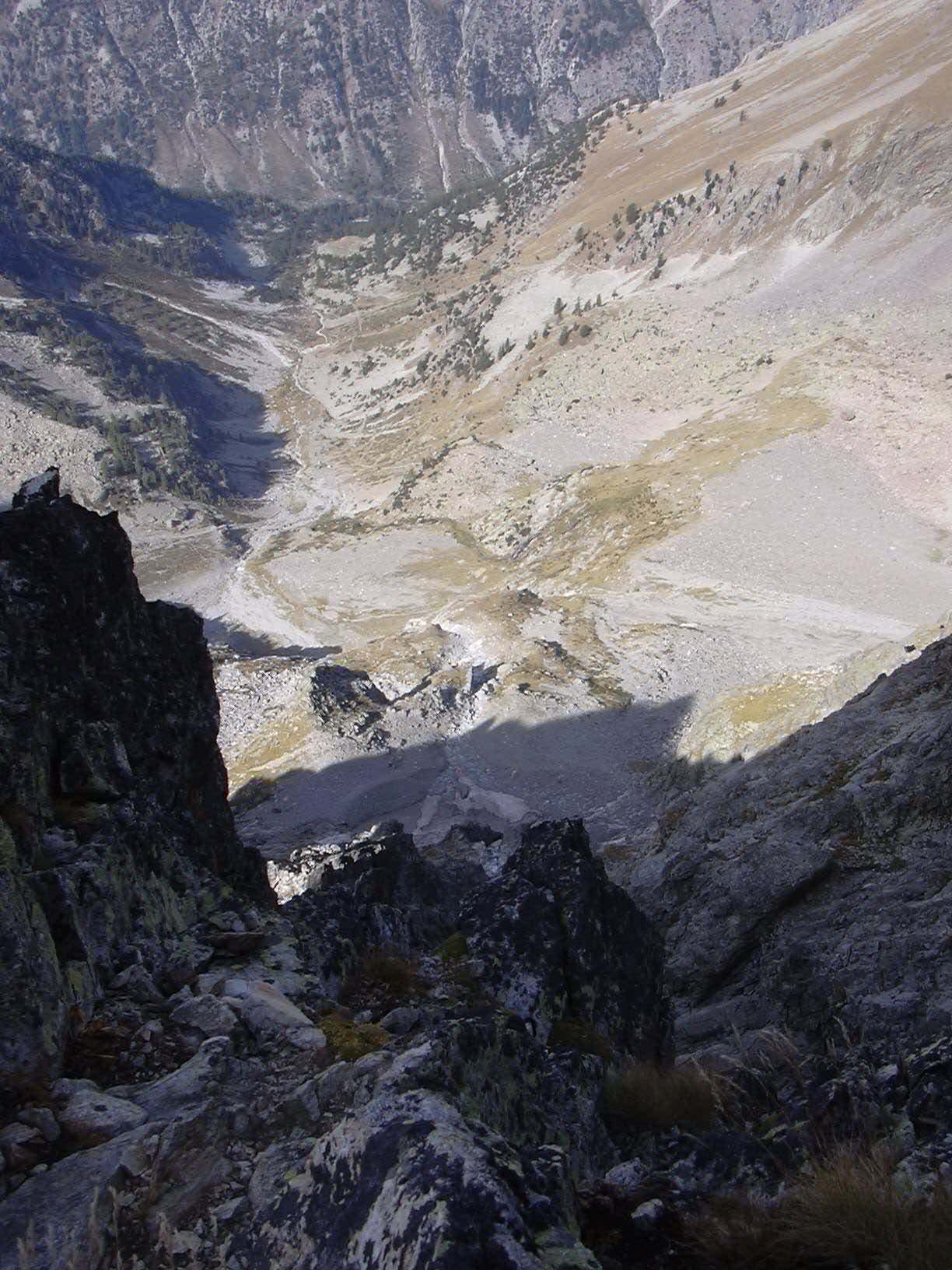
Lo Sperone Campia
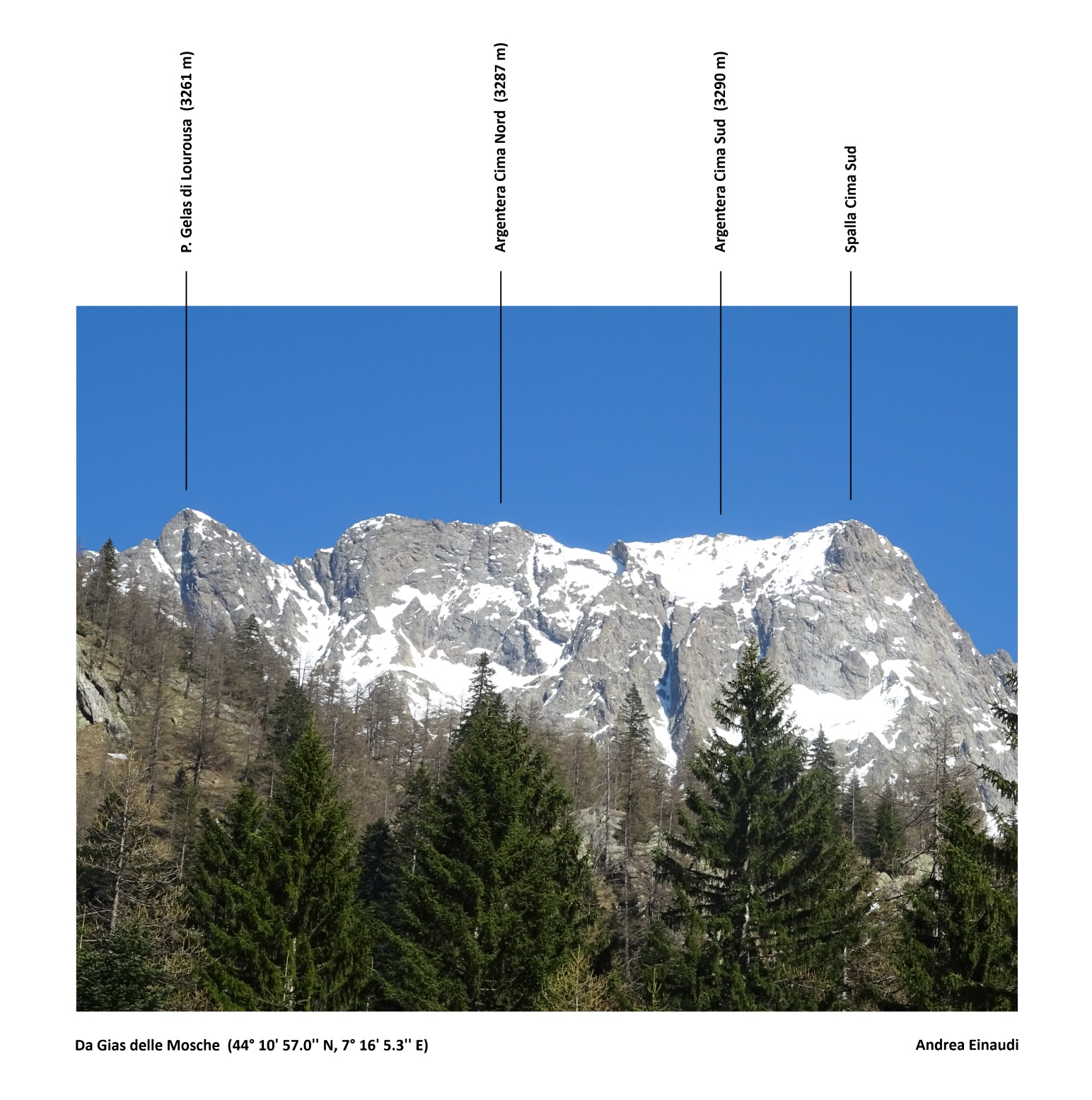
Argentera versante ovest (da Gias delle Mosche)